# Sous les yeux de l'Occident : recherches féministes et discours coloniaux
Pour les articles homonymes, voir Sous les yeux de l'Occident (homonymie).

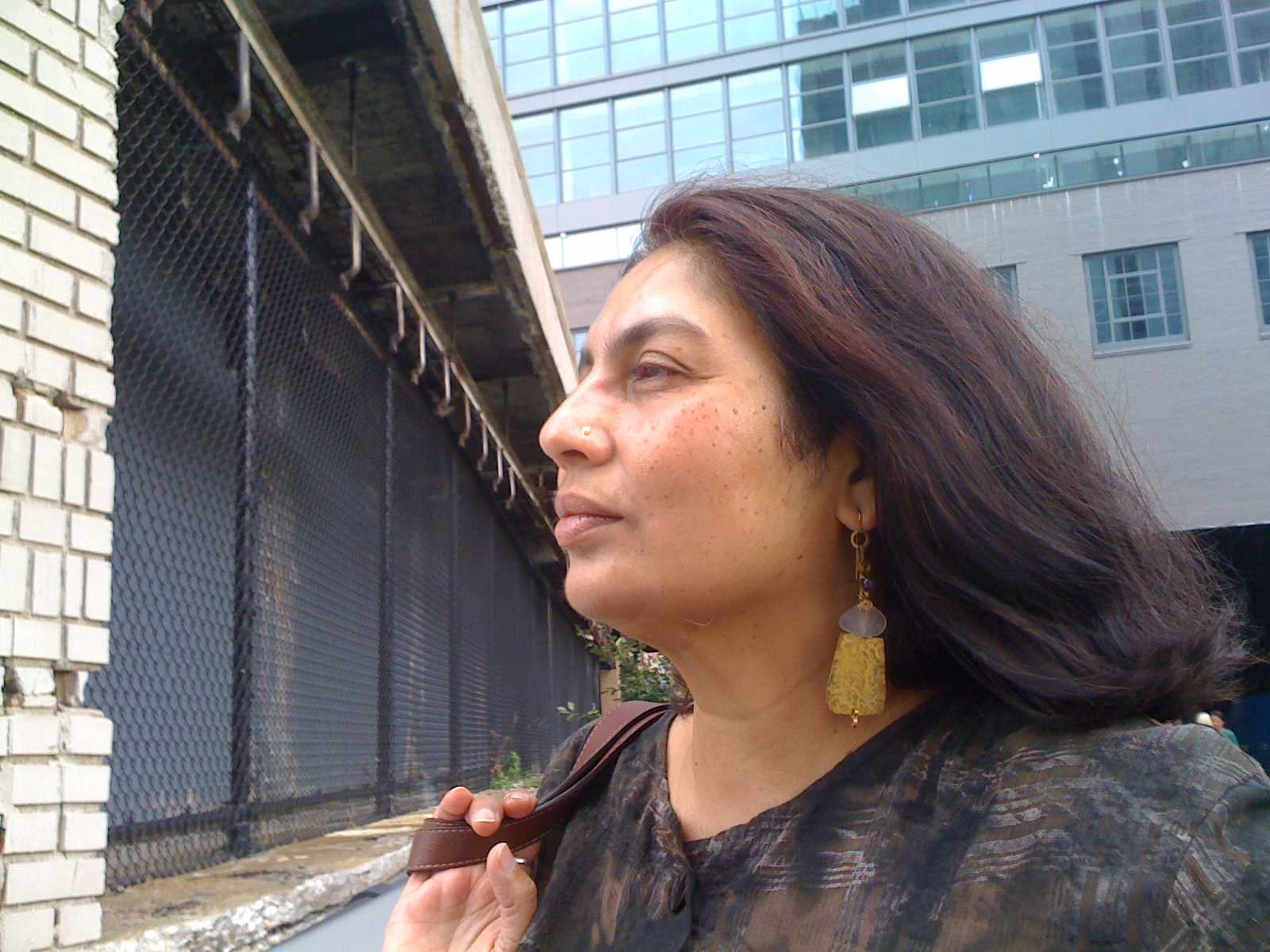
Chandra Talpade Mohanty (2011)

Sous les yeux de l'Occident : recherches féministes et discours coloniaux (titre original : Under Western Eyes : Feminist Scholarship and Colonial Discourses) est un court essai de la féministe indienne Chandra Talpade Mohanty publié en 1984. L'autrice y analyse le discours de certaines féministes occidentales portant sur les femmes du Tiers monde. Ce discours produit selon elle des images stéréotypées des femmes non-occidentales systématiquement décrites comme des victimes ; sous couvert d'humanisme, il fait le jeu de l'impérialisme contemporain.

## Une critique féministe de certaines féministes occidentales
Chandra Mohanty précise qu'elle s'exprime dans cet essai en tant que féministe au sujet de textes féministes qui, selon son expression, lui «posent problème». Elle analyse des ouvrages publiés par la maison d'édition londonienne Zed Press dans la collection universitaire, « Women in the Third World » (Femmes dans le Tiers monde). De telles études produites majoritairement en Occident font obstacle selon Ch. Mohanty à l'élaboration d'une stratégie commune aux femmes par-delà les différences de nationalité et de classe.
Karim Hammou voit l'essai de Chandra Mohanty comme «une critique interne du féminisme et non comme une disqualification de principe de tout discours féministe occidental sur des femmes du Tiers-Monde».
La critique formulée par Chandra Mohanty s'adresse également à des féministes du Tiers monde qui reproduisent quelquefois les biais présents dans des discours occidentaux condescendants à l'égard du monde non-occidental.

## La déconstruction de l'universalisme ethnocentrique de certaines féministes occidentales

### La femme du Tiers monde: une catégorie homogène de victimes
Étudiant des écrits féministes occidentaux qui se réclament des idéaux universalistes de défense des droits humains et de libération de la femme, Chandra Talpade Mohanty y relève une tendance à homogénéiser les femmes du Tiers-monde sans tenir compte des différences qui les séparent, différences liées à leurs classes sociales, à leurs cultures nationales ou ethniques. Ces femmes du Tiers-monde sont réduites à un statut de «victime archétypale» : elles sont « pauvres, sans éducation, soumises à la tradition ». L'autrice donne des exemples de tels discours savants ethnocentriques. Elle critique ainsi la sociologue Juliette Minces et son étude sur les femmes dans les sociétés arabes et islamiques. Juliette Minces affirme que le statut des femmes musulmanes est partout déterminé par leur inscription au sein d'une tribu ou d'une famille, et qu'elles ne peuvent se définir socialement que comme mères, épouses ou sœurs. Toutefois selon Mohanty, la sociologue française a sélectionné un facteur unique qui entraînerait nécessairement l'oppression des femmes, passant sous silence d'autres facteurs susceptibles de complexifier ou de démentir sa thèse – facteurs induits par l'inscription dans une culture particulière, par la période historique, par la classe sociale. «Les Arabes et les musulmans, apparemment, ne changent pas, écrit-elle. Leur famille patriarcale leur vient de l’époque du prophète Mahomet. Ils existent, en quelque sorte, en dehors de l’Histoire». Elle reproche également à Juliette Minces de ne pas identifier précisément au niveau local telle ou telle pratique dans des familles qui aurait pour effet d'assujettir des femmes.
L'opposition binaire construite dans bien des discours savants occidentaux entre des femmes du Tiers monde victimes et les hommes violents de leur pays enferme ces
femmes, selon Chandra Mohanty, dans une «position d'impuissance socio-politique» sans indiquer la moindre possibilité de transformation venant du sein des sociétés en question,.

### L'occultation des accomplissements des femmes du Tiers monde
Selon Chandra Mohanty, de nombreuses féministes comme Juliette Minces occultent les manifestations de résistance des femmes du Tiers monde à l'oppression, contribuant  de ce fait à leur marginalisation et à leur affaiblissement. Elle attire l'attention sur le cas des femmes iraniennes, souligne leur refus actif de la définition traditionnelle de leur rôle que le régime des mollahs a tenté de leur imposer. Ces femmes ont massivement investi des sphères réservées jusque-là aux hommes : depuis les années 1990, les universités iraniennes sont peuplées à 60% d'étudiantes ; le nombre de femmes avocates, scientifiques, artistes, militantes s'est considérablement accru ; en 2008, 600 ONG en Iran ont à leur tête une femme, contre 54 en 1994. Les classifications monolithiques relatives aux femmes musulmanes ne permettent pas de rendre compte de telles réalisations.

### Les généralisations au sujet de coutumes non-occidentales
Chandra Mohanty prend l'exemple du port du voile que de nombreuses féministes occidentales présentent comme un signe universel d'asservissement des femmes. Selon elle, il convient de distinguer à ce sujet différents contextes historiques et locaux ; ainsi, pendant la révolution iranienne de 1979, des femmes des classes moyennes et supérieures ont arboré le voile dans les manifestations politiques en solidarité avec leurs concitoyennes de la classe ouvrière ; la signification du voile a changé en Iran à partir du moment où le gouvernement iranien, après la révolution, en a rendu l'usage obligatoire. Mohanty décèle une certaine paresse intellectuelle dans le recours à des catégories trop larges forgées par des féministes occidentales qui y confondent pêle-mêle des réalités multiples et parfois contradictoires.

### Supériorité de la femme occidentale, infériorité des femmes du Tiers monde
Ch. Mohanty perçoit, dans de nombreux travaux académiques, une «auto-représentation implicite» de femmes féministes occidentales qui se conçoivent comme « universellement libérées, jouissant de l'égalité, ayant le contrôle de leur propre corps et de leur sexualité, et supérieures, intelligentes et éduquées, en comparaison du groupe catégorisé comme les « Femmes du Tiers monde » »,.
Chandra Mohanty rappelle que malgré les progrès remarquables réalisés en Occident grâce à l'action des mouvements féministes, des inégalités entre les genres persistent, qu'elles prennent la forme  de la violence au sein des familles, de l'exploitation des prostituées, ou des écarts de salaires entre hommes et femmes.
L'opposition construite dans ces textes entre les femmes opprimées du Tiers monde et les femmes occidentales apparaît à l'autrice comme ethnocentrique, et recouvrant en réalité une hiérarchie entre les autres — les femmes inférieures, «là-bas», attendant d'être sauvées —, et «nous» — les femmes supérieures, «ici».

### Conséquences politiques de certains discours féministes occidentaux: la justification de l'impérialisme
Chandra Mohanty pense que dans un contexte d'hégémonie de l'Occident, le féminisme ne peut faire l'économie d'une réflexion sur sa participation aux rapports de pouvoir dans les relations internationales. Dans un compte rendu de l'ouvrage paru en 2013, Monireh Mohammadi, professeure à l'Université de York, rappelle l'instrumentalisation des études féministes au moment de la guerre menée par les États-Unis en Afghanistan. La propagande américaine avait alors en justifié l'occupation de ce pays en alléguant des causes justes, la lutte contre le terrorisme, mais aussi la libération des femmes afghanes. Des travaux universitaires en sciences sociales sont mis à contribution dans certaines circonstances pour persuader du bien fondé d'une intervention militaire. Mohanty met en garde contre les effets possibles de la représentation féministe des femmes du Tiers monde comme des victimes qu'il faudrait sauver.
L'autrice affirme que certains textes féministes académiques « colonisent de manière discursive les femmes non occidentales du « tiers-monde » » et «les ghettoïsent en tant qu'Autre collectif», la connaissance produite par l'Université devenant un instrument de domination.

## Réception
Traduit en huit langues, l'essai est devenu «un classique».
Selon Julie Cupples, professeure de Cultural Studies à l'Université d'Edimbourg, Sous les yeux de l'Occident, «souvent réédité, traduit, cité, a exercé une influence considérable sur les études féministes transculturelles».
Selon la sociologue Kira Kosnick (de), professeure à l'Université européenne Viadrina, «Sous les yeux de l'Occident est un essai influent qui a suscité un débat intense dans les cercles féministes. Mohanty y examine les pièges de certains discours féministes occidentaux sur les femmes dans le dit «tiers-monde» ; elle perçoit dans les bonnes intentions de la solidarité féministe transnationale une colonisation discursive contre-productive».
Pour Stefan  Wallaschek, Mohanty ayant formulé des critiques cruciales dans sa discipline, y a produit des effets majeurs. Elle a plaidé «pour une réflexivité plus forte dans le féminisme « occidental »» et pour une vigilance accrue en ce qui concerne les relations de pouvoir et l'exploitation capitaliste.

## «Sous les yeux de l'Occident» revisité
L'autrice publie en 2003 un essai intitulé « Sous les yeux de l'Occident » revisité où elle évoque les différentes manières d'aborder la situation dans femmes du Tiers monde dans les études féministes depuis la parution de Sous les yeux de l'Occident près de vingt ans plus tôt. Elle distingue trois approches : 
- le modèle de la  «féministe-touriste», qui décrit les femmes du Tiers monde comme victimes de violences « exotiques », par exemple les meurtres de femmes liés à la dot en Inde[9] ; Mohanty trouve cette approche eurocentrique : en effet, explique-t-elle, «les descriptions de femmes du Tiers-Monde sont simplement ajoutées aux analyses féministes, qu'elles servent à corroborer ; elles ne conduisent pas à une expansion conceptuelle, elles ne modifient pas les catégories d'analyse déjà existantes»[10] ;
- le modèle de la  «féministe-exploratrice», qui décrit les femmes du Tiers monde comme différentes des femmes occidentales tout en étant leurs égales[9] ; cette approche dominée par le relativisme culturel, héritière des études régionales, Mohanty la trouve également peu satisfaisante[10] ;
- le modèle «comparatif», en revanche, « permet d'apprendre sur les points de connexion et les différences entre les groupes de femmes marginalisées d'une part, et les  groupes de femmes privilégiées d'autre part »[9]. De plus dans ce modèle les phénomènes apparaissent non pas comme dissociés les uns des autres, mais comme interdépendants, dans une relation d'interaction réciproque[10]. Cette approche qui a la préférence de Chandra Mohanty contribue à la dissolution des oppositions binaires entre l'Occident et le Tiers monde, entre «nous» et «les autres»[10].

### Éditions: textes originaux
- Chandra Talpade Mohanty, « Under Western Eyes : Feminist Scholarship and Colonial Discourses », Boundary, 1984, p.333-358. Une version revue  de ce texte a paru dans Feminist Review, 1988, 30 : 61-88
- Chandra Talpade Mohanty, «Under Western Eyes revisited: Feminist solidarity through anticapitalist struggles». Signs: Journal of Women in Culture and Society, 2003, 28 : 499-535.

### Éditions: traduction en français
- Chandra Talpade Mohanty, « Sous les yeux de l’Occident : recherches féministes et discours coloniaux », traduit par Emmanuelle Chauvet, dans Christine Verschuur (dir.), Genre postcolonialisme et diversité des mouvements de femmes, Cahiers Genre et Développement, n°7, 2010, pp. 171-202,lire en ligne.
- Le texte a paru également en traduction française dans Elsa Dorlin, Sexe, race classe, pour une épistémologie de la domination, Paris, PUF, 2009.
- Chandra Talpade Mohanty, «« Sous les yeux de l’Occident » revisité : la solidarité féministe par les luttes anticapitalistes», dans Christine Verschuur (dir.) Genre, postcolonialisme et diversité de mouvements de femmes, Cahiers Genre et Développement, 7, Genève-Paris, L’Harmattan, 2010, p;203-215, lire en ligne.  (ISBN 9782940503926). DOI : https://doi.org/10.4000/books.iheid.5884.

### Comptes rendus, études
- Monireh Mohammadi, « Review of "Under Western Eyes: Feminist Scholarship and Colonial Discourses" », sur www.feministschool.com, janvier 2013 (consulté le 24 novembre 2021)
- Karim Hammou, « “Que nul n’entre ici s’il n’est féministe”: Chandra T. Mohanty (1) », sur Sur un son rap (consulté le 24 novembre 2021)
- Luis Martínez Andrade, « Introduction deFeminismos en la contra », sur Revue d'Études  Décoloniales. 1., 13 novembre 2019 (consulté le 25 novembre 2021)
- Abeer Al-Sarrani, Alaa Alghamdi , «Through Third World Women’s Eyes: The Shortcomings of Western Feminist Scholarship on the Third World» , Analize – Journal of Gender and Feminist Studies • New Series • Issue No 2 (16) / 2014 p.96-111, lire en ligne
- (de) Claudia Liebeswar, C.T. Mohanty und ihre Kritik der Women’s Studies (ISBN 978-3-656-39767-0, lire en ligne)
- Ritu Tyagi, « Understanding Postcolonial Feminism in relation with Postcolonial and Feminist Theories », International Journal of Language and Linguistics,‎ décembre 2014 (lire en ligne)
- Stefan  Wallaschek, «In Dialogue: Postcolonial Theory and Intersectionality», Zeitschrift für Sozialen Fortschritt - Journal for Societal Progre, Vol. 4, No. 4, p. 218-232